# Giacomo Manzù

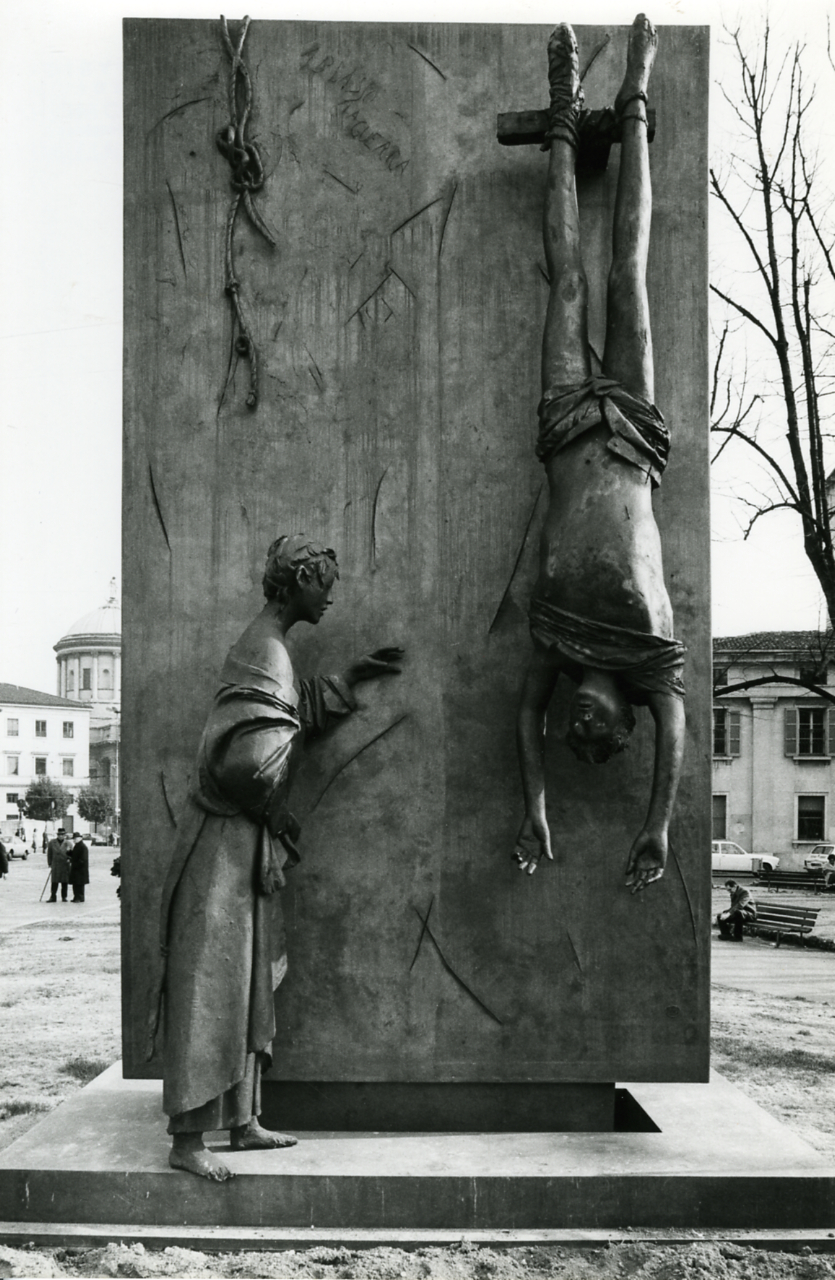
El dramàtic Monument al Partisà, obra de Giacomo Manzù (1977) que es troba a Bèrgam

Giacomo Manzù, pseudònim de Giacomo Manzoni (Bèrgam, 22 de desembre de 1908 - Ardea, 17 de gener de 1991), va ser un dels més importants i influents escultors italians del segle xx.
Va assolir un gran renom quan va guanyar el concurs per a realitzar una de les portes de bronze de la basílica de Sant Pere del Vaticà (precedit per un premi a la Biennal de Venècia de 1948) En aquell moment al voltant del Concili Vaticà II l'aportació innovadora de Manzù expressava, en l'àmbit de l'art, el desig d'aggiornamento de l'església. El concurs es va convocar l'any 1950 i l'obra es va acabar el 1964. En ella hi ha representada, en una escena, el Papa Joan XXIII que fa afavorir-lo amb diversos encàrrecs com el seu propi retrat i d'altres obres que es troben als Museus Vaticans. L'interès de Manzù per la temàtica religiosa venia des del seus inicis i s'havia manifestat en sèries com els Davallaments i les Crucifixions (1940-43) i també les dels Bisbes i els Cardenals. Tot i això, Manzù era militant del Partit Comunista i el 1966 li va ser concedit el Premi Lenin. Entre 1954 i 1960 va ser professor a l'Acadèmia de Salzburg, ciutat on va fer les portes de bronze de la catedral. També hi ha obres seves a Rotterdam (Església de Sant Llorenç), al Palau de les Comunitats Europees de Luxemburg, a Nova York (seu de les Nacions Unides i Rockefeller Center) o a Bèrgam, la ciutat on va néixer (Monument al partisà, 1977). A Ardea, prop de Roma, la ciutat on va establir el seu taller, s'hi troba el Museo Giacomo Manzù.